# Dr. Jerrill e Mr. Mouse
Dr. Jerrill e Mr. Mouse (Dr. Jekyll and Mr. Mouse) è un film del 1947 diretto da William Hanna e Joseph Barbera. È il trentesimo cortometraggio animato della serie Tom & Jerry, prodotto dalla Metro-Goldwyn-Mayer e uscito negli Stati Uniti il 14 giugno 1947. Il cortometraggio è una parodia del romanzo Lo strano caso del dottor Jekyll e del signor Hyde di Robert Louis Stevenson. Venne nominato per l'Oscar al miglior cortometraggio d'animazione ai Premi Oscar 1948, ma perse a favore de La torta di Titti della Warner Bros., terminando il filone di quattro vittorie consecutive per la serie (che però vinse altri tre Oscar non consecutivi in seguito).

## Trama
Mentre Tom cerca di bere il suo latte, viene costantemente disturbato da Jerry, che lo beve anche lui. Non importa quanto il gatto cerchi di tenere il latte al sicuro dal topo, quest'ultimo riesce sempre a trovare un modo per berlo. Stufo di essere derubato, Tom decide di sbarazzarsi di Jerry una volta per tutte versando una miscela di sostanze chimiche nel suo latte. Il topo cade nella trappola e beve il latte, inizialmente sembra morire. Un attimo dopo, però, si risveglia con una forza prodigiosa e un carattere ostile. Sebbene Tom cerchi di impedire a Jerry di avanzare verso di lui, il topo sembra indistruttibile. Tuttavia, non appena Jerry inizia a picchiare Tom, l'effetto della pozione termina e il topo ritorna normale. Jerry beve rapidamente più latte e il resto viene versato da Tom, ma l'effetto è più breve poiché il topo ha bevuto poco latte. Quest'ultimo quindi attira Tom verso il frigorifero e lo chiude dentro, quindi va a preparare altra pozione. Non appena finisce, però, Tom si libera e ruba la ciotola. Il gatto ferma il topo, beve tutta la pozione e lo costringe ad assistere al suo imminente cambiamento. Dopo aver iniziato a crescere a vista d'occhio, la trasformazione si ferma e Tom comincia a rimpicciolirsi fino a diventare un po' più piccolo di Jerry, infatti la pozione ha effetto solo sugli animali piccoli e non su quelli grandi. Il topo, dopo aver visto che la pozione non solo ha rimpicciolito Tom, ma lo rende sempre più piccolo ogni volta che colpisce il gatto, insegue Tom e coglie l'occasione per colpirlo con uno scacciamosche.